# 정윤채
윤채는 HYBE와 Geffen Records 소속의 한국인 가수이며, KATSEYE의 막내(가장 어린 멤버)이다.
그녀는 리얼리티 프로그램 더 데뷔: 꿈의 연습생의 참가자로 활동했으며, 결선에서 4위를 차지하여 걸그룹 KATSEYE의 멤버가 되었다.

## 경력
2023년 8월 29일, 윤채는 더 데뷔: 꿈의 연습생의 참가자로 소개되었다.
11월 18일, 그녀가 최종 4위로 선발되어 데뷔 그룹 KATSEYE의 멤버임이 밝혀졌다.

### 더 데뷔: 꿈의 연습생
윤채는 2023년 9월 1일 시작되어 11월 17일 종료된 HYBE X Geffen Records의 생존 경쟁 프로그램에 참여했으며, 성공적으로 KATSEYE로 데뷔하였다.
미션 1 (2023년 9월 1일 - 2023년 9월 15일) 동안, 그녀는 댄스팀 B에 소속되어 에밀리 켈라보스(미국), 에즈렐라 아브라함(호주), 마키스 아우라모른라트 (태국), 테라다 메이 (일본)와 함께 공연하였다. 그녀는 중간 결과 5위, 최종 투표 6위로 면제권을 획득하였다.
미션 2 (2023년 9월 28일 - 2023년 10월 8일) 동안, 그녀는 안티프래자일팀 A에 속해 에밀리 켈라보스, 라라(미국), 소피아(필리핀)와 함께 활동하였다. 팀 A가 B팀을 이기면서, 그녀는 개인 투표 3위로 면제권을 얻었다.
미션 3 (2023년 10월 28일 - 2023년 11월 5일) 동안, 자신감 팀에 속해 라라, 마키즈, 메건(미국)과 함께 공연하였다. 팬 투표에서 12위에 올라 탈락 위기를 맞았으며, 이 미션이 유일하게 윤채가 탈락 위험에 처한 미션이었다.
라이브 파이널(2023년 11월 17일)에서는 걸스 돈트 라잇 팀에 속해 다니엘라(미국), 에밀리, 마키즈, 메건과 함께 공연하였다. 그녀의 최종 점수는 78.00점으로, 데뷔를 확정지었다.

## 인생
2020년, 서울의 댄스 아카데미를 다녔으며, 2020년 CJ E&M 오디션에 합격하였다.

## 필모그래피

### 생존 프로그램
- 더 데뷔: 꿈의 연습생 (2023) - 참가자

### 다큐멘터리
- 팝 스타 아카데미: KATSEYE (2024) - 본인

## 참고 문헌
1. ↑  “Meet the Most Talented Teens From Across the Globe Who Were Scouted to Appear on Netflix's 'Pop Star Academy: KATSEYE'” (미국 영어). 2024년 8월 27일. 2025년 7월 28일에 확인함.
2. ↑  @dreamacademyhq X 트위터 (2023년 8월 29일)
3. ↑  @dreamacademyhq X 트위터 (2023년 11월 18일)
4. ↑  Records, Interscope. “HYBE X GEFFEN RECORDS REVEAL FINAL MEMBERS OF UNPRECEDENTED GLOBAL GIRL GROUP, KATSEYE” (영어). 2025년 7월 28일에 확인함.
5. ↑  News, Quinci LeGardye published in (2024년 8월 27일). “Meet the Most Talented Teens From Across the Globe Who Were Scouted to Appear on Netflix's 'Pop Star Academy: KATSEYE'” (영어). 2025년 7월 28일에 확인함.
6. ↑  Bowenbank, Starr (2023년 10월 8일). “HYBE x Geffen ‘The Debut: Dream Academy’ Loses 4 More Contestants: Who Went Home?” (미국 영어). 2025년 7월 28일에 확인함.
7. ↑  Cobb, Kayla (2023년 11월 5일). “K-Pop Competition Series ‘The Debut: Dream Academy’ Eliminates 3 More Contestants Ahead of Finale” (미국 영어). 2025년 7월 28일에 확인함.
8. ↑  “The Debut: Dream Academy unveils Top 10 finalists to join live finale this November” (영어). 2023년 11월 6일. 2025년 7월 28일에 확인함.
9. ↑  https://www.facebook.com/yeilmusic/videos//294272205274440/
10. ↑  Wickes, Hanna (2025년 5월 8일). “Yoonchae from KATSEYE: Age, Fun Facts, Nationality, More!” (미국 영어). 2025년 7월 28일에 확인함.

## 내비게이션
- YOONCHAE JEUNG
- Jeong Yoon-chae